# LM.C
LM.C (Abkürzung für Lovely-Mocochang.com) ist eine im Jahr 2006 gegründete japanische Visual-Kei-Band.
Die Band besteht aus dem Sänger Maya (Eigenschreibweise zumeist maya) und dem Gitarristen Aiji sowie aus wechselnden Gast- und Studiomusikern. LM.Cs Musikstil ist eine Mischung aus Rock und elektronischem Pop.

## Bandgeschichte
Maya, der zuvor Gitarrist bei Miyavi war (wo er noch den Namen Maayatan trug), gründete die Band. Schon als er noch bei Miyavi spielte, hatte er Auftritte mit anderen Musikern als LM.C. Etwas später trat auch noch Aiji, welcher früher bei Pierrot spielte, LM.C bei.
Nachdem Maya aus Miyavis Band ausgestiegen war und Aijis frühere Band Pierrot sich aufgelöst hatte, brachten LM.C im Oktober 2006 ihre Debüt-Singles Trailers (Gold) und Trailers (Silver) heraus. Im Januar 2007 folgte die Single Oh my Juliet, welche als zweiter Abspann für den Anime Red Garden und auch für den Spielfilm Babel genutzt wurde. Im März 2007 veröffentlichten LM.C ihre erste EP, Glitter Loud Box. Die Singles Boys & Girls und 88 dienten als Opening für den Anime Reborn!.
Im November 2009 veröffentlichte die Band ihre zehnte Single Ghost†Heart, welche laut eigener Aussage u. a. von den Filmen des US-amerikanischen Regisseurs Tim Burton beeinflusst ist. Im März 2010 brachten LM.C ihr Album Wonderful Wonderholic heraus und gingen einen Monat später auf ihre zweite Europa-Tournee.
Im November 2010 erschien die Single Let me Crazy!!, auf der der erste Song der Alter Ego Band The MAD LM.C mit veröffentlicht wurde – No Fun, No Future. Bei diesem Sideprojekt wurden die Positionen getauscht und Aiji agierte nun als Sänger und Gitarrist, während Maya den Platz des Bassisten und Backgroundsängers übernahm.
Im März 2011 erschien die Single Super Duper Galaxy und im Juli 2011 Hoshi no Arika, auf welcher ein weiterer Song von The MAD LM.C zu finden war – Mad or Die. Nach dem Konzert am 8. Januar 2012 im Nippon Budōkan, anlässlich ihres fünfjährigen Bestehens, wurden die Single Ah Hah und das Album Strong Pop sowie die dritte Europatour für Mai 2012 angekündigt.

## Diskografie

### Studioalben
- 2007: Glitter Loud Box
- 2008: Gimmical☆Impact!!
- 2008: Super Glitter Loud Box
- 2010: Wonderful Wonderholic
- 2011: ☆★Best the LM.C★☆ 2006-2011 Singles
- 2012: Strong Pop
- 2013: LM.C B-Side Best!!
- 2015: Over The Fantasy, Under The Rainbow. (Team LM.C limited release)
- 2016: Veda
- 2018: Future Sensation
- 2020: Brand New Songs

### Kompilationen
- 2007: Luna Sea Memorial Cover Album -Re:birth-

### EPs
- 2014: Perfect Fantasy
- 2014: Perfect Rainbow

### Singles
- 2006: Trailers (Gold)
- 2006: Trailers (Silver)
- 2007: Oh My Juliet.
- 2007: Boys & Girls
- 2007: Liar Liar/Sentimental Piggy Romance
- 2007: Bell the Cat
- 2008: John
- 2008: 88
- 2009: Punky❤Heart
- 2009: Ghost†Heart
- 2010: Let me Crazy/No Fun No Future
- 2011: Super Duper Galaxy
- 2011: Hoshi no Arika / Mad or Die
- 2012: Ah Hah
- 2012: Double Dragon
- 2013: My Favorite Monster
- 2016: Monroewalk
- 2016: レインメーカー (Rain Maker)
- 2018: ChainDreamers
- 2020: Campanella
- 2020: No Emotion
- 2020: Happy Zombies

### Videoalben
- 2008: The Music Videos (Musikvideos)
- 2008: Rock the Party ’08 (Live-Konzert)
- 2010: The Live of Wonderful Wonderholic (Live-Konzert)
- 2012: Rock the Party ’12 (Live-Konzert)
- 2014: LM.C Yaon de Fever Max!!!